# Bob Gassoff Trophy
Die Bob Gassoff Trophy war eine Eishockeytrophäe, die von der Central Hockey League (CHL) jährlich an den Abwehrspieler verliehen wurde, der sich im Verlauf eines Spieljahrs im Vergleich zum Vorjahr am meisten verbessert hatte.
Die Auszeichnung war seit ihrer Einführung in der Spielzeit 1977/78 nach Bob Gassoff benannt, der bei einem Verkehrsunfall im Mai 1977 ums Leben gekommen war und bis dahin 254 Spiele für die St. Louis Blues in der National Hockey League (NHL) bestritten hatte.

## Gewinner
| Jahr    | Spieler       | Team                  |
| ------- | ------------- | --------------------- |
| 1983/84 | Grant Ledyard | Tulsa Oilers          |
| 1982/83 | Gord Dineen   | Indianapolis Checkers |
| 1981/82 | Daniel Poulin | Nashville South Stars |
| 1980/81 | Dave Feamster | Dallas Black Hawks    |
| 1979/80 | Gord Wappel   | Birmingham Bulls      |
| 1978/79 | Jeff Bandura  | Dallas Black Hawks    |
| 1977/78 | Mike Hordy    | Fort Worth Texans     |